# ナポレオン・ヒル

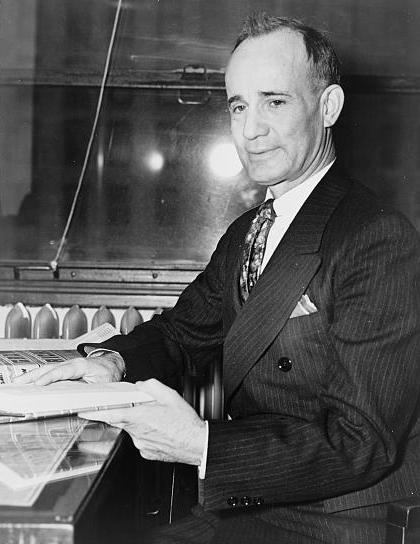
シアトルのオフィスで（1937年）

オリバー・ナポレオン・ヒル（Oliver Napoleon Hill [ˈɑːlɪvɚ nəˈpoʊliən hɪl], 1883年10月26日 - 1970年11月8日）は、アメリカ合衆国の自己啓発作家。成功哲学の提唱者の第一人者の一人であり、『思考は現実化する』（Think and Grow Rich）の著者。
思考が現実に影響を与えるというニューソート思想のビジネスへの応用、自己啓発思想とビジネスの世界の親和の重要な起点になっており、『思考は現実化する』は現在でも自己啓発本の原点のひとつとして人気が高い。

## 来歴
バージニア州南西部のワイズ郡で生まれる。ソースとして利用されることが多い未出版の自伝では、貧困からの立身出生物語を書いたホレイショ・アルジャーの古典作品のように、3代続く文盲で貧しい家庭だったとなっている。ニューヨーク・タイムズの Richard Lingeman によると、祖父は印刷業、父は歯科医だった。9歳の時に母が死去。
自伝によると、1908年、新聞記者として世界の鉄鋼王アンドリュー・カーネギーにインタビューをした事をきっかけに、「20年間無償で500名以上の成功者の研究をして、成功哲学を体系化してくれないか」と頼まれ、ヒルは「やらせてください」と即答、それから20年かけて、約束通り1928年に『頭を使って豊かになれ (思考は現実化する)』（Think and Grow Rich）を執筆した。
この自伝は、ナポレオン・ヒル財団のエグゼクティブ・ディレクターとフリーライターの二人によって書かれたため、かなり美化されていると指摘されている。
生活のためにシカゴのthe La Salle Extension Universityで広告を教え、Betsy Ross Candy Companyを共同で起業したがパートナーと喧嘩しうまくいかなかった。経済的に成功せず、苦しんだ。彼は成功哲学を増やし続け、お金が入ったら世界最初の大規模な成功のための学校を作ろうと考えていたが、浪費して実現しなかった。
ギズモードのマット・ノヴァクによると、少なくとも5度結婚している。
1937年に経済状況が上向きになり、デール・カーネギーの本のようなセルフヘルプ入門のスタイルに戻った。
1936年、自身の講演会で24歳下の女性であるRosa Lee Beelandと結婚し、彼女の編集に助けられ、『思考は現実化する（Think and Grow Rich）』を出版。この本は50年で2000万部売ったと主張されているが、実際はもっと少ないと考えられている。
1940年にRosaと離婚。結婚時まだ貧乏だった頃の取り決めにより、『思考は現実化する』の莫大な印税はRosaのものになった。
印税を受け取ることはできなくなったが、しばらくの間、彼の教えの支持者でコンビンス・インシュアランス（現エーオン）を創業したW ・クレメント・ストーンの後援を受けていた。
企業に労働組合員の労働問題のアドバイスを行い、別の女性と結婚した。
1967年の『平和な心で豊かになれ！（Grow Rich! With Peace of Mind）』では、見えない不思議な存在、彼の友であり守護者である（神智学の）昇天したマスターやスピリットガイドが存在し、その導きを受けていると主張した。
1970年に87歳で死去。

## 論争
ヒルは、第一次世界大戦でウィルソン大統領がドイツへの降伏交渉をするのを支援し、ルーズベルト大統領が国民向けラジオ演説「炉辺談話」を書くのを手伝い、また弁護士であったと主張しているが、証拠はない。
ニューヨークタイムズの Richard Lingeman は、『思考は現実化する』のカーネギーのアドバイスやインタビューの概要は、成功本の典型的な内容で、あまりオリジナルな内容ではないと述べている。

### 著名人へのインタビューに関する疑念
- 1923年にトーマス・エジソンとごく短い面会をしたことを除き、ヒルが多くの有名人と会ったという主張の証拠はない。公式の伝記は、写真、大統領からの手紙、有名人からの推薦状は全て火事で失われたと主張している[9]。

- マット・ノヴァク(ギズモードのライター)　- アンドリュー・カーネギー、ウッドロー・ウィルソン、フランクリン・ルーズベルトなど、多くの大富豪や政治家、著名人と親交があったと著作の中で主張しているが、全て証拠がない虚偽であると述べている[4]。

- David Nasaw (アンドリュー・カーネギーの著名な伝記作家) - ヒルにカーネギーと接点があった痕跡は一切なかったという。また、わずかにトーマス・エジソン主催のパーティーに参加したが親交はなかった。同様に、著作にある「500名以上の成功者、およびこれから成功する見込みのある者」とのインタビューを実際に行った証拠は発見されていない[4]。

- 田中孝顕(『思考は現実化する』の翻訳者) - アンドリュー・カーネギーが残した資料の中に『ナポレオン・ヒル』の名前が出ていないのは、ヒルはインタビュー当時は一介の若者であり一般的に当然な事であると述べている。また、このことを根拠にヒルが実際には著名人と会っていないとすることは、誹謗中傷であり事実無根と反論しているが、ヒル側の主張が事実である根拠は示していない[10]。

## 影響
ヒルの作品は、キリスト教の異端的潮流ニューソートの思想や、超絶主義者のラルフ・ウォルド・エマーソンに影響を受けており、ニューソートの読み物の一つに数えられている。
ヒルは自己啓発書、ビジネス成功本の業界を切り開いた。Matt Novak は、ポジティブ・シンキングの思想を広めた牧師・自己啓発書作家のノーマン・ヴィンセント・ピールはヒルの熱心な信奉者で、彼を通し、実業家でアメリカ合衆国元大統領ドナルド・トランプ、彼のビジネスに影響の系譜があると述べている。ピールはトランプが子供時代に接した牧師だった。また、人気コーチで自己啓発書作家のトニー・ロビンズ等、非常に広範囲に影響していると述べている。
2006年に出版されたロンダ・バーンの自己啓発書の『ザ・シークレット』は、宇宙は人間の思考によって直接的にコントロールすることができ、欲しいもの、特にお金が関係している場合、それを視覚化する（視覚的にイメージする）ことで手に入れることができると説いた。マット・ノヴァクは、本書の基本的な概念の大部分は、『思考は現実化する』のものであると述べている。

## 書籍
- 『思考は現実化する』 Think and Grow Rich (1937)（全世界で7000万部を売り上げたとされる）[14]田中孝顕・訳
- 『巨富を築く13の条件』 Think and Grow Rich (1937) 「巨富を築く」に重点をおいて再構成したもの
- 『成功哲学』 Grow Rich!: With Peace of Mind (1967)
- 『Golden Rule ～ゴールデン・ルール～』 Think and Grow Rich (1937) の携帯版
- 『悪魔を出し抜け!』 Outwitting the Devil (1938)
- 『自分を売り込む方法』　How to Sell Your Way Through Life（1939）
- 『平和な心で豊かになれ！』 Grow Rich! With Peace of Mind （1967）